# Saint-Nicolas-de-la-Balerme
Saint-Nicolas-de-la-Balerme is een gemeente in het Franse departement Lot-et-Garonne (regio Nouvelle-Aquitaine) en telt 354 inwoners (1999). De plaats maakt deel uit van het arrondissement Agen.

## Geografie
De oppervlakte van Saint-Nicolas-de-la-Balerme bedraagt 4,7 km², de bevolkingsdichtheid is 75,3 inwoners per km².
De onderstaande kaart toont de ligging van Saint-Nicolas-de-la-Balerme met de belangrijkste infrastructuur en aangrenzende gemeenten.

## Demografie
Onderstaande figuur toont het verloop van het inwonertal (bron: INSEE-tellingen).